# Le Chien des Baskerville (téléfilm, 2002)
Pour les articles homonymes, voir Le Chien des Baskerville (homonymie).
Pour plus de détails, voir Fiche technique et Distribution.
Le Chien des Baskerville (The Hound of the Baskervilles) est un téléfilm britannique réalisé par David Attwood, sorti en 2002. Il s'agit de l'adaptation du roman du même titre de Conan Doyle (1902).

## Fiche technique
Sauf indication contraire, les informations mentionnées dans cette section peuvent être confirmées par la base de données cinématographiques IMDb,  présente dans la section « Liens externes ».
- Titre original : The Hound of the Baskervilles
- Titre français : Le Chien des Baskerville
- Réalisation : David Attwood
- Scénario : Allan Cubitt, d'après le roman du même titre de Conan Doyle
- Musique : Robert Lane
- Direction artistique : Charmian Adams
- Décors : Donal Woods

Costumes : James Keast
- Photographie : James Welland
- Montage : Paul Tothill
- Production : Christopher Hall

Production déléguée : Greg Brenman, Steve Christian, Rebecca Eaton, Marigo Kehoe, Gareth Neame, Julie Scott et Sally Woodward Gentle
- Sociétés de production : British Broadcasting Corporation (BBC), Isle of Man Film et Tiger Aspect Productions
- Société de distribution : BBC
- Pays d'origine :  Royaume-Uni
- Langue originale : anglais
- Format : couleur
- Genre : Policier horrifique
- Durée : 100 minutes
- Dates de première diffusion :
  - Canada : 18 novembre 2002 (avant-première)
  - Royaume-Uni : 26 décembre 2002
  - France : 2 janvier 2006

## Distribution
- Richard Roxburgh : Sherlock Holmes
- Ian Hart : Docteur Watson
- Richard E. Grant : Jack Stappleton
- Matt Day : Sir Henry Baskerville
- John Nettles : Dr Mortimer
- Ron Cook : Barrymore
- Geraldine James (VF : Anne Deleuze) : Mme Mortimer
- Neve McIntosh : Berryl Stappleton
- Liza Tarbuck : Mme Barrymore
- Paul Kynman : Selden
- Dany Webb : l'inspecteur Lestrade

## Autour du film
- Quelques scènes ont été filmées près des lieux où Conan Doyle aurait planté son décor original (Buckfastleigh, Devon)
- Une erreur géographique : dans une séquence montrant le train censé se diriger vers l'ouest de Paddington Station (Centre ouest de Londres) vers Dartmoor (Devon), on distingue clairement la cathédrale St Paul's en arrière-plan. Or St Paul est située dans la City de Londres, à plusieurs miles à l'est de Paddington.

## Différences entre roman et téléfilm
L'intrigue suit la trame du roman du même titre de Conan Doyle tout en prenant quand même quelques libertés :
- Sherlock Holmes commet une erreur qui le met à la merci du criminel dans les sables mouvants, et c’est docteur Watson qui le sauve.
- Une scène de mort par pendaison qui n'apparaît pas dans le roman.
- Le chien n’est pas phosphorescent.
- La mise en scène semble plus axée vers l'action et le spectaculaire que les autres adaptations.